# Olivancillaria
Olivancillaria là một chi ốc biển, là động vật thân mềm chân bụng sống ở biển trong họ Olividae.

## Các loài
Các loài thuộc chi Olivancillaria bao gồm:
- Olivancillaria carcellesi Klappenbach, 1965[2]
- Olivancillaria contortuplicata (Reeve, 1850)[3]
- Olivancillaria deshayesiana (Ducros de Saint Germain, 1857)[4]
- Olivancillaria millepunctata (Duclos, 1840)[5]
- Olivancillaria millepunctata (Duclos, 1840)[5]
- Olivancillaria nana (Lamarck, 1811)[6]
- Olivancillaria steeriae (Reeve, 1850)[7]
- Olivancillaria teaguei Klappenbach, 1964[8]
- Olivancillaria urceus (Röding, 1798)[9]
- Olivancillaria uretai Klappenbach, 1965[10]
- Olivancillaria vesica (Gmelin, 1791)[11]
- Olivancillaria zenopira (Duclos, 1835)[12]

## Hình ảnh

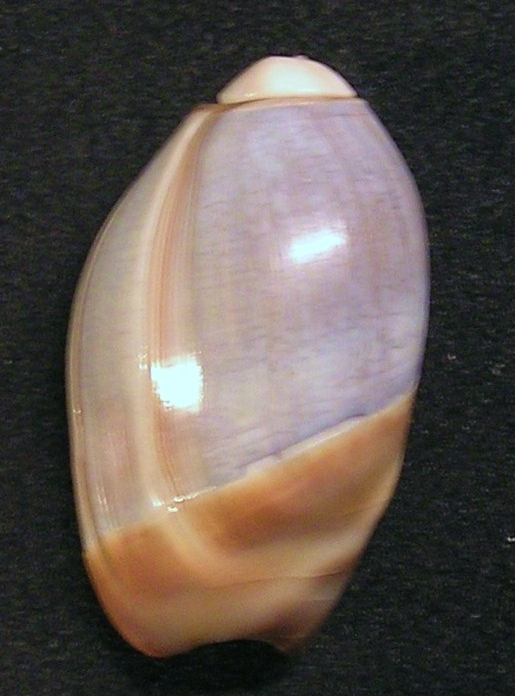